# Cis compressicornis
Cis compressicornis es una especie de coleóptero de la familia Ciidae.

## Distribución geográfica
Habita en Fiyi.